# Dionizjusz
Dionizjusz – oboczna forma imienia Dionizy.
Dionizjusz imieniny obchodzi 8 kwietnia, 19 kwietnia, 3 października, 9 października, 10 października i 29 grudnia.
Znane osoby noszące to imię:
- Dionizjusz Mały
- Dionizije Dvornić